# Norberto Miguel Barrenechea
Norberto Miguel Barrenechea (Buenos Aires, 20 de agosto de 1924-ibídem, 18 de junio de 2004) fue un economista y ejecutivo argentino, que se desempeñó como embajador en Estados Unidos durante el gobierno de Arturo Illia.

## Biografía
Estudió en la Facultad de Ciencias Económicas de la Universidad de Buenos Aires, presentando su tesis de doctorado, titulada Auditoría, teoría y práctica de la intervención, en 1951.
A lo largo de su carrera trabajó en diversas empresas comerciales, ocupando cargos directivos o administrativos.
Tuvo una breve carrera pública cuando en abril de 1964 el presidente Arturo Illia lo designó embajador en Estados Unidos, presentando sus cartas credenciales ante el presidente estadounidense Lyndon B. Johnson el 9 de julio del mismo año. Dejó el cargo menos de un mes después del golpe de Estado que derrocó a Illia en junio de 1966.